# Опришор

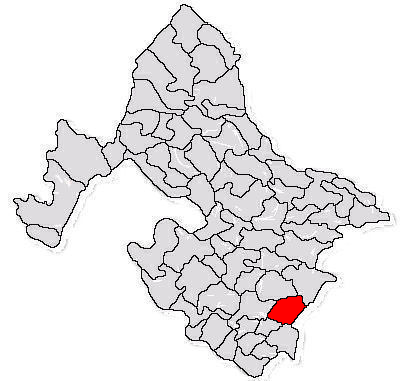

Опришор (рум. Oprișor) — коммуна в жудеце Мехединци в Румынии.
В состав коммуны входят следующие села (данные за 2002 год):
- Опришор
- Присечауа

Коммуна расположена в регионе Валахия в юго-западной части страны на расстоянии около 240 км к западу от столицы г. Бухарест, 51 км к юго-востоку от административного центра жудеца Дробета-Турну-Северин и 58 км к западу от Крайовы.
Площадь — 70,49 км².

## Население
| Год  | Численность | Численность |
| ---- | ----------- | ----------- |
| 2011 | 2315        | [ 3 ]       |
| 2021 | 1681        | [ 2 ]       |

В 2021 году население коммуны составляло 1681 человек. Большинство жителей составляют румыны (96,41 %). Большинство жителей исповедуют православие (95,38 %).

## Известные уроженцы
- Сайзеску, Джо (1932—2013) — румынский кинорежиссёр, сценарист и актёр.